# Ostatnie dni (film 1969)
Ostatnie dni – polski film wojenny z 1969 roku, druga część powstałego w 1974 z połączenia i skrócenia "Kierunku Berlin" (1968) oraz "Ostatnich dni" filmu Zwycięstwo.

## Fabuła
W drugiej połowie kwietnia 1945 roku I Armia Wojska Polskiego bierze udział w operacji berlińskiej. W ostatnich dniach II wojny światowej część polskich jednostek, w tym 3 pluton 1 kompanii 1 Praskiego Pułku Piechoty, zostaje skierowana do bezpośrednich walk w stolicy III Rzeszy.
Plejada ówczesnych gwiazd polskiego kina zaprezentowała postacie charakterystyczne dla składu Wojska Polskiego idącego ze wschodu na Berlin. Centralną postacią filmu jest kreowany przez Wojciecha Siemiona doświadczony żołnierz i były partyzant, kawaler Krzyża Walecznych, kpr. Wojciech Naróg.

## Obsada aktorska
- Wojciech Siemion - kapral Wojciech Naróg
- Michał Szewczyk - szeregowiec Michał Badzioch
- Krzysztof Chamiec - porucznik Kaczmarek, dowódca plutonu
- Klaus-Peter Thiele - unteroffizier Kurt Muller, jeniec niemiecki
- Wiesława Kwaśniewska - Greta Wiszniewska
- Wojciech Pilarski - szeregowiec Wojciech Bagiński
- Bolesław Płotnicki - Wiszniewski, ojciec Grety
- Jerzy Jogałła - szeregowiec Zbigniew Zalewski
- Marian Łącz - plutonowy Walasek
- Konrad Morawski - szeregowiec Naróg, ojciec Wojciecha
- Olgierd Łukaszewicz - oficer niemiecki
- Wacław Kowalski - szeregowiec Ostrejko
- Jan Burek - żołnierz
- Janusz Bylczyński - pułkownik WP
- Jan Paweł Kruk - oficer WP na motocyklu
- Janusz Kłosiński - szeregowiec Wasiak, kucharz

i inni.

## Nawiązania i powieść
Film jest sequelem powstałego rok wcześniej filmu Kierunek Berlin oraz prequelem nakręconego w 1963 filmu Skąpani w ogniu, ekranizacji wcześniej napisanej powieści Wojciecha Żukrowskiego (reżyserem wszystkich trzech produkcji był Jerzy Passendorfer). Bohaterem łączącym dylogię ze Skąpanymi w ogniu jest kapral Naróg (w ostatniej scenie Ostatnich dni dowiadujemy się, że został przedstawiony do awansu i odznaczenia). 

W przypadku filmu Ostatnich najpierw jednak powstał scenariusz filmowy nawiązujący do wcześniejszej powieści, a po premierze filmu, w 1970 r. ukazała się książka pod tym samym tytułem łącząca w sobie wydarzenia zarówno z Kierunku Berlin jak i Ostatnich dni.